# 嘉義市立博物館
嘉義市立博物館（英語：Chiayi Municipal Museum；簡稱：嘉市博），是中華民國嘉義市內的一座公立博物館，為嘉義市政府文化局的附屬機關，於2004年3月9日開館，位於東區，嘉義市文化中心後方。

## 沿革
- 1998年（民國87年），嘉義市政府開始展開籌建一座綜合性且多功能博物館的行動[1]。
- 2000年（民國89年）年初，獲得行政院原則同意全額補助建館經費新臺幣三億元[1]。
- 2000年（民國89年）6月，大中聯合建築師事務所取得博物館建築主體設計監造權；12月，博物館建築主體室內部份由名匠公司獲選設計監造，天璇展示製作，墨田裝潢工程[2]。
- 2002年（民國91年）12月，隆大營造開始承建博物館建築主體[2]。
- 2004年（民國93年）3月9日，嘉義市立博物館開館配合總統府文物展揭幕儀式，由中華民國總統陳水扁及嘉義市市長陳麗貞主持開館典禮[3]。
- 2018年（民國107年）嘉義市立博物館閉館整修。
- 2021年（民國110年）1月23日，歷經二年餘閉館整修，嘉義市立博物館重新開館，開館後之展示定位重新調整，館內展示嘉義市文化特色、市民歷史與生活記憶，將嘉義市立博物館打造為「城市博物館」。[4]

## 建築
本館佔地2,090坪 ，地下一層、地上三層，總樓地板3,600坪 ，主體建築於2000年（民國89年）6月由大中聯合建築師事務所取得設計監造權，隆大營造2001年（民國90年）12月開始承建，室內部份由名匠公司於2000年（民國89年）12月獲選設計監造，天璇展示製作，墨田裝潢工程。

### 2018年閉館整修前之樓層簡介

#### 一樓
博物館建築主體一樓主要是作為地質廳、特展區、交趾陶工坊三大區。
- 地質廳
- 特展區
  - 臺灣與太陽的交會之都－嘉義
  - 阿里山傳奇
  - 大地的怒吼
  - 嘉義市城市發展願景館
- 交趾陶工坊
- 服務台
- 研討室
- 閱覽室
- 嘉義市國際管樂節、「我是油彩的化身」歌劇文創商品販賣區。

#### 二樓
博物館建築主體二樓主要是分為化石廳（交趾陶特展區、石猴特展區）兩大區。
- 化石廳
  - 嘉義的地質演變－嘉義形成化石的條件
  - 化石之鄉－嘉義的海生動物化石發現
  - 化石之鄉－嘉義的陸生動物化石發現
- 特展區
  - 交趾陶特展區
  - 石猴特展區
  - 探索嘉義寶藏特展區

#### 三樓
博物館建築主體三樓主要是做為美術廳（陳澄波紀念區、嘉義藝術空間）使用。
- 美術廳
  - 陳澄波紀念區
  - 嘉義藝術空間
- 準備室

### 閉館整修後於2021年重新開館之樓層簡介

#### 一樓
博物館建築主體一樓主要是以兒童廳、特展區兩大展區為主。
- 兒童廳
  - 探索嘉園
- 特展區
  - 開箱吧。嘉憶(展出時間：2021年1月23日至2021年6月13日)
- 交趾陶工坊
- 服務台

#### 二樓
博物館建築主體二樓主要是以常設展廳：展望諸羅為主。
- 常設展廳：展望諸羅
  - 諸羅城
  - 經濟產業
  - 自然環境
  - 古城新城
  - 藝術人文
  - 桃城百味
  - 出發‧嘉義

#### 三樓
博物館建築主體三樓主要是以交趾陶館為主。
- 交趾陶館：建築上搬戲－來聽廟尪仔講古
  - 序幕‧開演之前
  - 探源‧故事的開始
  - 搬戲‧廟尪仔講古
  - 幕後‧技藝功夫
  - 期許‧拭目以待
  - 插曲‧精彩花絮

## 公共運輸

### 鐵道運輸
- 阿里山森林鐵路北門車站

### 嘉義公車捷運
| 路線           | 業者     | 行先               | 停靠站   |
| -------------- | -------- | ------------------ | -------- |
| 7212宏仁故宮線 | 嘉義客運 | 宏仁女中－故宮南院 | 文化中心 |

### 嘉義市公車
| 路線                    | 業者     | 行先                         | 停靠站     |
| ----------------------- | -------- | ---------------------------- | ---------- |
| 忠孝新民幹線 （紅線）   | 國光客運 | 忠孝北街－彌陀夜市           | 文化中心   |
| 忠孝新民幹線A （紅A線） | 國光客運 | 民雄工業區服務中心－彌陀夜市 | 文化中心   |
| 光林我嘉線 （黃線）     | 國光客運 | 港坪公園－蘭潭               | 檜意森活村 |

## 公共藝術
- 知識之河
  - 創作者：黃清輝
  - 簡介：拼圖與電腦按鍵結合，以街道家俱的型態呈現。排成一列猶如一條河流。
- 穿越時空
  - 創作者：黃清輝
  - 簡介：河流、魚群與化石三種不同的元素組合，彷彿遠古的生物穿越了時空，在當代的博物館與人們相見。
- 希望之河
  - 創作者：楊海茜
  - 簡介：以嘉義市立博物館大廳樓梯挑高空間的防護網為基底進行創作，特別考量防護網的使用功能及安全性，同時兼具美觀，透過極具特色的編織、鉤織藝術，一鉤一織不同繽紛顏色、圖案結合成河流，作品以「希望之河」為名，因為「希望」的臺語唸起來就像是「漁網」，所以取諧音，也因為防護網川流而下的樣子，彷彿河川，給人順遂之感，參觀博物館時，從上方樓梯及下方走道兩面觀賞作品，感受繽紛綺麗且洋溢生機的花朵充滿整個空間，讓希望之河自在流淌其中。
- 阿里山序曲
  - 創作者：謝東哲
  - 簡介：將大廳中心圓柱設計成櫻花樹意象，融入嘉義特有意象元素與地方特色工藝交趾陶、剪粘與馬賽克拼貼等工法與材料，充分展現地方特色。圓形背景以半具象櫻花樹幹和玉山造型，襯托中景阿里山小火車和特有種鳥類藍腹鷴和帝雉，前景台灣黑熊、石虎和長鬃山羊等特有種保育動物，立體樹枝綻放盛開的台灣山櫻花，櫻花樹上攀爬台灣獼猴和貓頭鷹及阿里山特色鳥類棲息於櫻花樹上，原天花板設計成阿里山雲霧，以馬賽克藝術剪黏拼貼，地板圓柱底部側圍繞著鄒族圖騰的馬賽克藝術拼貼。。

## 關聯條目
- 嘉義市政府文化局
- 國立故宮博物院南部院區